# Giuliano Bugiardini

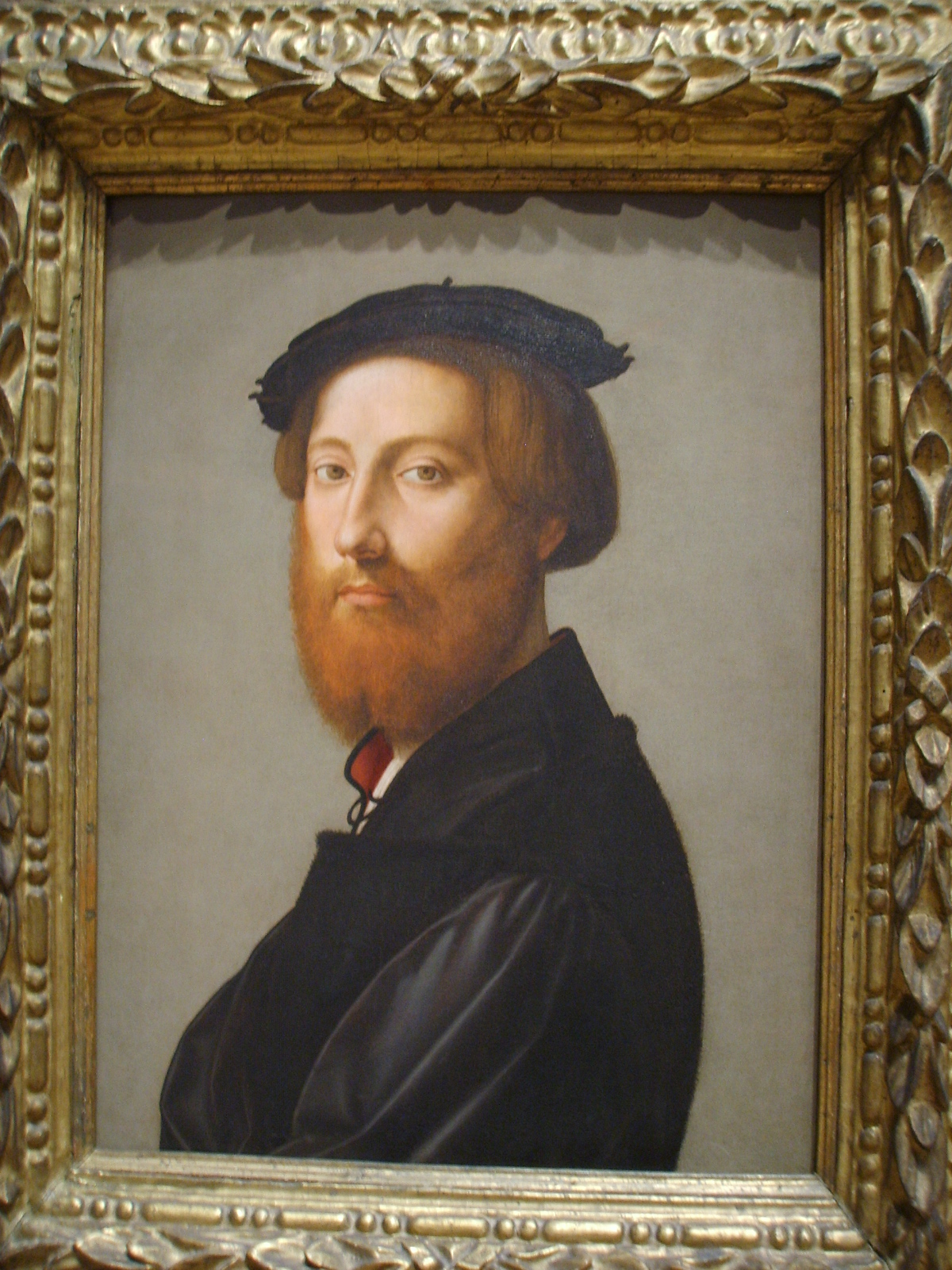
Portrait de Leonardo de' Ginori (vers 1528, National Gallery of Art).

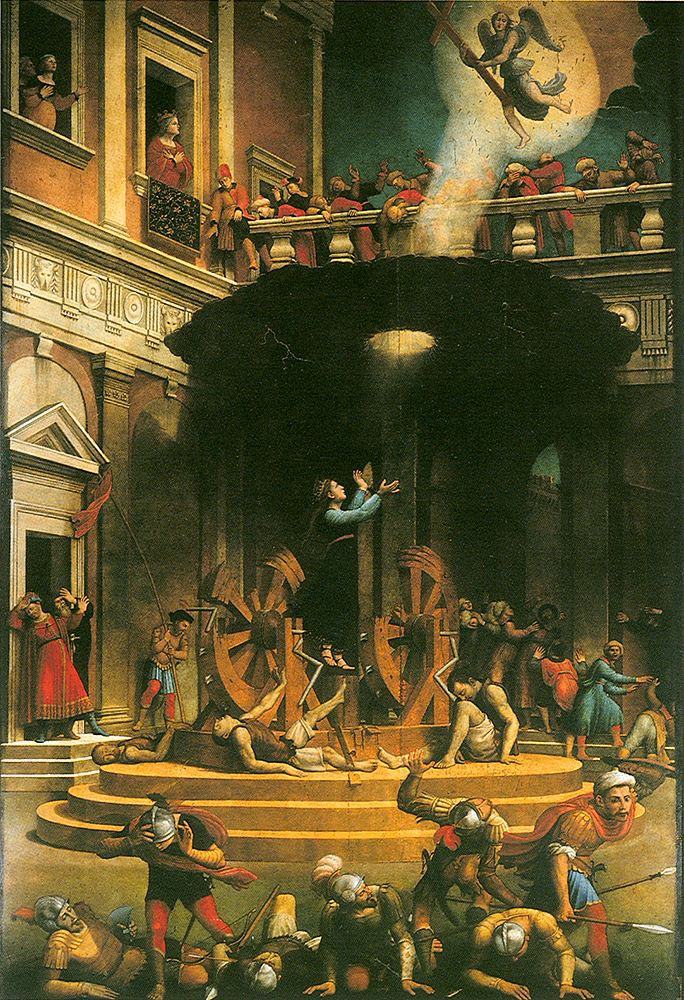
Martyre de sainte Catherine d'Alexandrie (vers 1530-1540, (Santa Maria Novella, Florence).

Giuliano Bugiardini (Florence 29 janvier 1476 - 17 février 1555) est un peintre florentin de la Renaissance italienne.

## Biographie
Après s'être formé dans l'atelier de Domenico Ghirlandajo, puis dans celui de Piero di Cosimo, il s'associa avec Mariotto Albertinelli en 1503 et collabora avec lui pour terminer quelques peintures laissées inachevées par Fra Bartolomeo.
Les influences de ses maîtres sont visibles dans la Vierge à l'Enfant et saint Jean Baptiste à la Galerie Sabauda de Turin, la Madonna della Palma (1520), le Martyre de sainte Catherine à l'église Santa Maria Novella de Florence, de nombreux portraits de la Vierge de la Collection Liechtenstein de Vienne et du musée de l'Ermitage à Saint-Pétersbourg.
Il travailla souvent pour une clientèle privée, exécutant des peintures dévotes inspirées surtout de Fra Bartolomeo. Il fut un bon portraitiste et dans les années 1508-1511, Raphaël devint son premier point de référence. Il réalisa la copie du Portrait de Léon X pour le cardinal Cybo, faisant figurer celui-ci à la place du cardinal de Rossi (Palais Barberini, Rome). 
En 1525 il se rendit à Bologne, où il exécuta quelques-unes de ses œuvres majeures, comme Le Mariage mystique de sainte Catherine pour la chapelle Albergati à Saint-François (Pinacothèque nationale (Bologne)).
À Florence, dans les années 1530, il termina après une longue élaboration Le Martyre de sainte Catherine, commandé par Palla Rucellai pour Santa Maria Novella.
Admis à la célèbre Accademia dei Giardini Medicei de San Marco à Florence, il devient ami et disciple de Michel-Ange, dont il peignit le portrait en 1523-1525 pour Ottaviano de Médicis.

## Œuvres
- Martyre de sainte Catherine d'Alexandrie (1530-1540), Santa Maria Novella, Florence.
- Vierge à l'Enfant avec des saints,  Pieve di Santo Stefano à Campoli, frazione de San Casciano in Val di Pesa.
- Portrait de femme, autrefois appelé La Sœur (1506-1510), huile sur bois, 65 × 48 cm, musée des Offices, Florence[4]
- Vierge à l'Enfant et saint Jean-Baptiste enfant ou Madone de la palme, (1520), huile sur bois, 118 × 91 cm, Galleria dell'Accademia de Florence.
- Le Mariage mystique de sainte Catherine et des saints Antoine de Padoue et Giovannino (v. 1525), Pinacothèque Nationale de Bologne.
- Vierge à l'Enfant et saint Jean-Baptiste enfant, musée des Beaux-Arts, Budapest.
- Portrait de Michel-Ange (~1522), peinture à l'huile sur bois,  Musée du Louvre, Paris.
- Portrait de Leonardo de' Ginori, National Gallery, Washington DC.
- Vierge à l'Enfant et saint Jean-Baptiste enfant (1515-1518), collection privée